# Włodzimierz (Michiejkin)
Włodzimierz, imię świeckie Wiktor Wiktorowicz Michiejkin (ur. 11 września 1968 w Pietropawłowsku) – rosyjski biskup prawosławny.

## Życiorys
Ukończył studia w Instytucie Pedagogicznym im. K. Uszynskiego w Pietropawłowsku na kierunku historia. Święcenia diakońskie przyjął w 1992 z rąk biskupa czymkenckiego Eleuteriusza, który w roku następnym, 14 lutego, wyświęcił go na kapłana. W 1995 został dyrektorem prywatnej prawosławnej szkoły średniej im. Sergiusza z Radoneża. Od 1998 do 2014 był proboszczem parafii przy cerkwi Wszystkich Świętych w Pietropawłowsku, od 2002 jako protoprezbiter. Od 2005 kierował również eparchialnym oddziałem wychowania religijnego, katechizacji i pracy z młodzieżą. W 2012 został członkiem rady eparchialnej i zastępcą przewodniczącego sądu duchownego przy administraturze.
Wykształcenie teologiczne uzyskał w trybie zaocznym w seminarium duchownym w Tobolsku (dyplom w 2002) oraz na Prawosławnym Uniwersytecie Humanistycznym im. św. Tichona (dyplom w 2007).
30 maja 2014 został nominowany na biskupa eparchii pietropawłowskiej i bułajewskiej. W związku z tym 5 czerwca tego samego roku złożył wieczyste śluby mnisze przed arcybiskupem naro-fomińskim Justynianem, w cerkwi Świętych Wiary, Nadziei i Lubowi oraz matki ich Zofii w Moskwie. Przyjął imię zakonne Włodzimierz na cześć Włodzimierza Wielkiego. Dwa dni później otrzymał godność archimandryty. Jego chirotonia biskupia odbyła się 8 czerwca 2014 w soborze Zaśnięcia Matki Bożej w kompleksie Ławry Troicko-Siergijewskiej.